# Красное знамя (восьмизнамённая армия)
[Истинно] Красное знамя (正红旗) — одно из восьми знамён (пять нижних знамён) маньчжурской военной и общественной организации во времена династий Поздняя Цзинь и Цин в Китае. Среди известных участников были:

## История
Первым командиром Красного знамени был бэйлэ Дайсань (1583—1648), первый принц Ли и второй сын Нурхаци (1559—1626), основателя Цинской династии. Принцы Ли, потомки Дайсаня, управляли Красным знаменем до 1911 года, когда в Китае была ликвидирована монархия и свергнута династия Цин.

## Известные члены
- Дайсань
- Вэньсян
- Хэшэнь, клан Ниохуру, считается одним из самых коррумпированных чиновников в истории.
- Чжэн Кэшуан (китаец)
- Лао Шэ

## Известные кланы
- Клан Фуча
- Гувалгия
- Ниохуру
- Хешери
- Донгго
- Укигели
- Нин
- Ли
- Чжэн